# Arnarulunnguaq

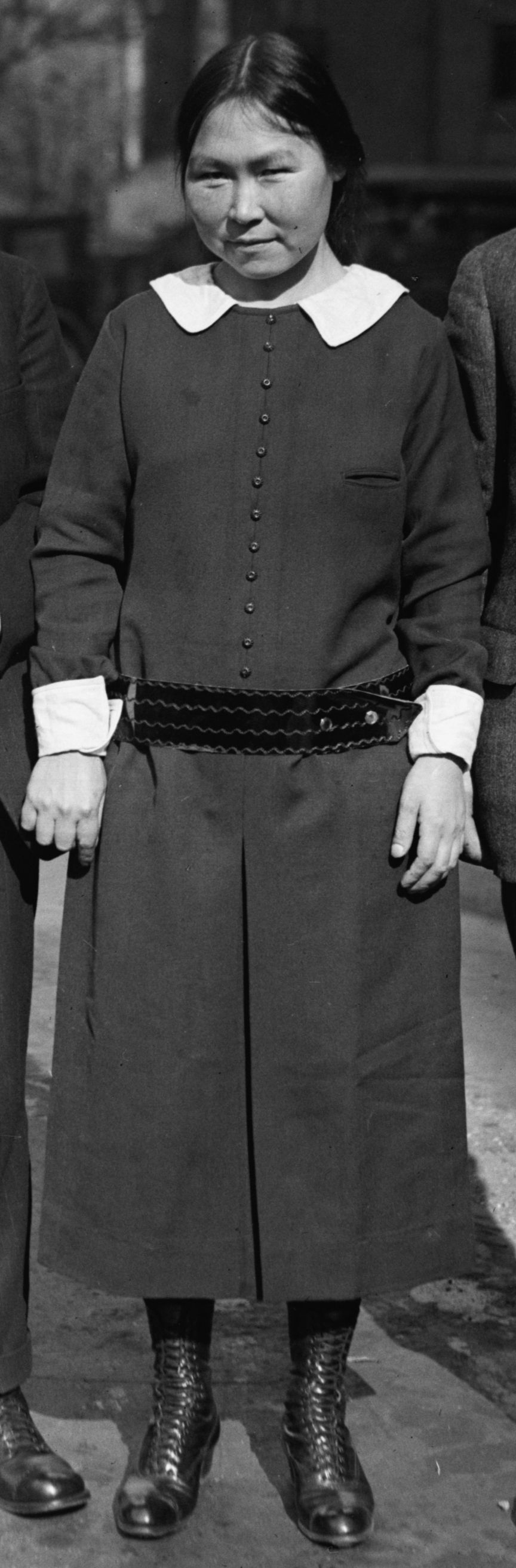
Arnarulunnguaq

Arnarulunnguaq  född 1896 i Qaanaaq, Grönland, död 2 oktober 1933 i Qaanaaq, var en grönländsk expeditionsdeltagare.
Hon var en medlem av Knud Rasmussens femte Thule-expeditionen.